# Andrzej Michalak
Andrzej Michalak (* 7. April 1959 in Radom) ist ein ehemaliger polnischer Radrennfahrer und nationaler Meister im Radsport.

## Sportliche Laufbahn
Michalak gewann acht Titel bei den polnischen Meisterschaften im Bahnradsport. Im Tandemrennen siegte er dreimal: 1983 und 1984 mit Ryszard Wesołowski und 1985 mit Zbigniew Płatek. Im 1000-Meter-Zeitfahren siegte er 1981. Weiter Podiumsplätze kamen hinzu. Vier Titel gewann er bei den nationalen Meisterschaften der Junioren. 
1980 war er Teilnehmer der Olympischen Sommerspiele in Moskau. Er wurde beim Sieg von Lothar Thoms 11. im 1000-Meter-Zeitfahren und startete im Vierer in der Mannschaftsverfolgung. 
1980 gewann er den Großen Preis von Polen im Zeitfahren. 1979, 1981 und 1983 startete er bei den UCI-Bahn-Weltmeisterschaften. Michalak war der erste polnische Sprinter, der die letzten 200 m in weniger als 11 Sekunden fuhr (10.909 in Moskau am 20. August 1984).